# منوسفیر
مَنوسْفیِر (به انگلیسی: Manosphere)، (به معنی‌ی حیطهٔ مرد یا مردستان)، مجموعه‌ای از وب‌سایت‌ها، وبلاگ‌ها و انجمن‌های آنلاین است که برخی از اشکال خصومت با زنان و زن‌ستیزی اغراق‌آمیز را ترویج می‌کنند. منوسفیر از نظر سیاسی با راست تند و آلت رایت مرتبط بوده است. جنبش‌های درون منوسفیر شامل اینسل‌ها (مجردهای ناخواسته)، هنرمندان مخ‌زنی (PUA)، هستند. منوسفیر با آزار و اذیت آنلاین و همچنین برخی از تیراندازی‌های دسته‌جمعی و سایر اقدامات خشونت‌آمیز در دنیای واقعی همراه بوده و در رادیکال‌سازی مردان در انجام خشونت علیه زنان نقش داشته است.

## تاریخ
منوسفیر از درون جنبش‌های اجتماعی مانند جنبش آزادی‌خواهانهٔ مردان در دهه‌های ۱۹۷۰ و ۸۰ رشد کرد.   گروه‌هایی که اکنون بخشی از منوسفیر تلقی می‌شوند، مربوط به قبل از پیدایش اصطلاح «منوسفیر» هستند. این اصطلاح، که با بازی بر روی کلمه «بلاگوسفیر» (بلاگستان) درست شده، گفته می‌شود که اولین بار در بلاگسپات در سال ۲۰۰۹ پدیدار شد و پس از آن توسط ین آیرنوود، بازاریاب و نویسنده پورنوگرافی به شهرت رسید. این اصطلاح زمانی از لغات محبوب شد که رسانه‌های خبری شروع به استفاده از آن در داستان‌هایی دربارهٔ مردانی کردند که مرتکب خشونت زن‌ستیزانه، تجاوز جنسی و آزار و اذیت آنلاین شده بودند.
به اعتقاد محققی به نام اما جین، ۲۰۱۰ به عنوان «یک نقطه عطف واضح» شناخته شده است که در آن جوامع منوسفیر از موقعیت قبلی خود در حاشیه اینترنت به سمت جریان اصلی حرکت می‌کنند. وی چنین فرضیه‌پردازی می‌کند که این محبوبیت با ظهور وب ۲٫۰ و ظهور رسانه‌های اجتماعی، در ترکیب با زن‌ستیزی سیستمی و جامعه مردسالار موجود است. منوسفیر تا سال ۲۰۱۴ دیگر کاملاً تثبیت شده بود و ایده‌های آن وارد گفتمان جریان اصلی شده بود، جایی که گاهی اوقات در میان مردان استفاده می‌شود که لزوماً با هیچ گروه خاصی از منوسفیر مشخص نیست.

## ایدئولوژی و محتوا
منوسفیر یک گروه ناهمگن از جوامع آنلاین است که شامل فعالان حقوق مردان (MRA) , اینسل‌ها (مجردهای غیرارادی)، مگتاو، هنرمندان مخ زنی (PUA) , و گروه‌های حقوق پدران می‌شود. برخی از این گروه‌ها روابط خصمانه ای با یکدیگر دارند. دبی گینگ می‌نویسد که چندین گروه، مانند MRAها و PUA، «علی‌رغم این واقعیت که فلسفه آنها تقریباً یکسان است ،» با به نمایش گذاشتن ژست نزاع درونی در تفاوت‌هایشان با یکدیگر اغراق می‌کنند.

## سایت‌ها
منوسفیر شامل وب سایت‌ها، وبلاگ‌ها و انجمن‌های مختلف آنلاین است. سایت‌های مورد توجه شامل / r / TheRedPill، Return of Kings و Voice for Men و همچنین PUAHate و SlutHate است که اکنون از کار افتاده است.
ردیت محل اجتماع محبوب طرفداران منوسفیر بوده است و چندین انجمن در این سایت به ایده‌های آن علاقه‌مند هستند. با این حال، در اواخر سال ۲۰۱۰ ردیت شروع به برداشتن گام‌هایی برای دلسرد کردن زیرمجموعه‌های افراطی تر منوسفیر کرد. برخی ممنوع شدند، مانند / r / incels (ممنوع شده در ۲۰۱۷) و جانشین آن / r / brackels (ممنوع شده در ۲۰۱۸)؛ زیرمجموعه‌های دیگر مانند / r / MGTOW و / r / TheRedPill «قرنطینه» شده‌اند، به این معنی که اخطار در مورد محتوای subreddit برای کاربران نمایش داده می‌شود و کاربران باید قبل از ورود به آنها وارد سیستم شوند. در نتیجه، برخی از این جوامع خانه‌های جدیدی را در وب سایت‌هایی پیدا کرده‌اند که از محتوای افراطی آنان استقبال می‌کنند، مانند گب.